# Egbert-Gymnasium Münsterschwarzach
Das Egbert-Gymnasium Münsterschwarzach ist ein humanistisch-neusprachliches, naturwissenschaftlich-technologisches sowie musisches Gymnasium mit knapp 700 Schülerinnen und Schülern (Stand: Schuljahr 2023/24) in Schwarzach am Main. Die staatlich anerkannte Privatschule befindet sich in Trägerschaft der Benediktinerabtei Münsterschwarzach und besteht seit 1901. Benannt ist das Gymnasium nach dem Reformabt Egbert, der 1047 in Münsterschwarzach die lothringische Reform einführte.

## Geschichte
Als 1901 die Benediktiner aus St. Ottilien nach Franken kamen, errichteten sie ein Kloster im ehemaligen Ludwigsbad bei Volkach. Zum Priorat St. Ludwig gehörte seit frühester Zeit bereits eine Schule. Die Gemeinschaft vergrößerte sich und entschloss sich 1913, die 1803 aufgelöste Benediktinerabtei im nahen Münsterschwarzach wieder zu besiedeln. Auch Schule und Internat zogen an den neuen Ort um. Von 1940 bis 1945 wurde die Schule und das Internat von den Nationalsozialisten geschlossen; die Abtei war ab 1941 ebenfalls bis 1945 enteignet und in ein Lazarett umgewandelt. → siehe auch: Geschichte der Abtei Münsterschwarzach
Im Jahr 1963 wurden für die fünften bis zehnten Klassen neue Gebäude errichtet. Nachdem das Egbert-Gymnasium 1981 zum Vollgymnasium erweitert wurde, konnten die ersten Absolventen 1984 ihre Abiturzeugnisse entgegennehmen. Die letzte bauliche Erweiterung erfuhr das Gymnasium durch eine Voltigierhalle im Jahr 2007. Das Internat wurde 1999 geschlossen.
Das Gymnasium steht unter der Trägerschaft der Benediktiner, die nach der 1500 Jahre alten Klosterregel des hl. Benedikts leben. Auf Grundlage dieser Regel werden junge Menschen seit etwa 1.200 Jahren erzogen. Sie dient als Grundlage des Schulkonzeptes. Die zentrale Frage ist: was braucht der Einzelne zum Wachsen und Reifen, wie können seine vielfältigen Begabungen geweckt und gefördert werden, so dass er zu dem Menschen werden kann, den Gott mit ihm gemeint hat? Diesen Auftrag wollen die Mönche der Abtei in der Schule weitergeben. Der derzeitige Abt ist Michael Reepen OSB.

## Schulzweige
Die Schüler des Egbert-Gymnasiums besuchen entweder den musischen Zweig, mit Musik als Kernfach ab Jahrgangsstufe 5, den naturwissenschaftlich-technologischen Zweig mit späteren Schwerpunkten in Chemie und Physik oder einen der sprachlichen Zweige. Hier findet eine Differenzierung in der achten Klasse statt. Die Schüler des neusprachlichen Schulzweigs erlernen ab Jahrgangsstufe 8 als dritte Fremdsprache Französisch, die des humanistischen Zweigs Griechisch. Die erste und zweite Fremdsprache ist für alle Schüler Englisch bzw. Latein.

## Besonderheiten
Das Egbert-Gymnasium bietet neben dem regulären Vormittagsunterricht vielfältige Zusatzangebote. Besonders erwähnenswert ist das bereits seit über 30 Jahren bestehende Tagesheim, die offene Ganztagsbetreuung der Schule. Im Tagesheim kümmern sich qualifizierte Lehrer, Erzieherinnen und Sozialpädagoginnen täglich in der Zeit zwischen Unterrichtsende und 16:20 Uhr um die Kinder. Außerdem wird seit dem Schuljahr 2012/2013 eine gebundene Ganztagesklasse angeboten. Verschiedene Sportangebote wie Voltigieren, Geräteturnen und Volleyball bietet die DJK Egbert-Gymnasium Münsterschwarzach an.

## Comeniusprojekt
Der Titel des laufenden COMENIUS-Schulprojektes lautet Legends and Stories from our past – inspirations for the future. Es verbindet mit drei anderen europäischen Gymnasien. Die Teilnehmer trafen sich zu einer Arbeitswoche in Münsterschwarzach. Nach einer Rundreise war die der Abschluss einer Reise von Krems bis Birmingham bis nach La Capelle en Serval. Im Projekt wurden Legenden und Erzählungen des jeweiligen Landes aufgespürt und modern aufbereitet. Die Arbeitssprache im Projekt war Englisch. Auch waren die Erlebnisse während der Reisen prägend für die Schüler, so konnten sie in einer Moschee in Birmingham, die Glaubensvorstellungen eines Muslimen kennenlernen. In Münsterschwarzach konnten sie ein Gespräch mit Abt Michael führen.

## Schülerzeitung „PEERplus“
An der Schülerzeitung „PEERplus“, die zweimal jährlich erscheint, arbeiten etwa 40 Schüler mit. Beim unterfränkischen Schülerzeitungswettbewerb wurde sie mehrfach als beste Schülerzeitung Unterfrankens ausgezeichnet. Beim bayernweiten Wettbewerb „Blattmacher“ der Süddeutschen Zeitung holte sie ebenfalls den ersten Preis und belegte beim bundesweiten Wettbewerb des Spiegel den dritten Platz. Neben den Artikeln rund um das Schulleben und für Jugendliche relevante Themen in der ca. 110 Seiten starken Printausgabe finden sich auf dem PEERplus YouTube-Kanal Videos, die die Filmredaktion eigenständig produziert.

## MINT-Schule
Seit 2012 darf die Schule das Prädikat „MINT-freundliche Schule“ führen. Berechtigt dazu wurde sie nach einer Sichtung der Angebote in Mathematik, Informatik, Naturwissenschaften und Technik, die über den Fachunterricht hinausgehen.

## Voltigieren
Der Voltigiersport hat am Egbert-Gymnasium lange Tradition und erfreut sich großer Beliebtheit. Mannschaften und Einzelsportlerinnen der DJK Egbert-Gymnasium Münsterschwarzach können auf verschiedene nationale und europaweite Erfolge zurückblicken.

## Klosterpaten
Als benediktinische Schule will das Egbert-Gymnasium seinen Schülern auch das Leben der Mönche näherbringen. Immer weniger Benediktiner wirken an der Schule und der Bezug zur Abtei soll aufrechterhalten werden. Daher wird jeder fünften Klasse ein Pater oder Bruder aus dem Kloster zugeteilt, der seine Patenklasse bis zur zehnten Jahrgangsstufe immer wieder in den Zeit-für-uns-Stunden besucht, ein offenes Ohr hat oder vom Klosterleben erzählt.

## Sozialpraktikum „Compassion“
Die Schüler der elften Jahrgangsstufe absolvieren im Februar ein zweiwöchiges Praktikum in einer sozialen Einrichtung.

## Das „benediktinische Netzwerk“
Münsterschwarzacher Schüler, Lehrer und Eltern engagieren sich im „benediktinischen Netzwerk“. Dieses besteht aus Schulen, die in Trägerschaft des Benediktiner- oder des Zisterzienserordens sind.
Die Schüler nehmen an Treffen der „Deutschsprachigen benediktinischen Jugend“ (DeBeJu) teil: Schulen in benediktinischer Ausrichtung sind Gastgeber, um im gemeinsamen Erleben den Schülern die „Benediktsregel“ näher zu bringen. Zur „DeBeJu“ gehören die Schüler von 55 benediktinischen und zisterziensischen Schulen in Ungarn, Italien (Südtirol), Österreich, der Schweiz, Belgien und Deutschland. Im Mai 2003 lud die Abtei Königsmünster in Meschede erstmals zu einem „DeBeJu“-Treffen ein. Das letzte Treffen fand im schweizerischen Disentis statt. Es nahmen 300 Schüler aus fünf Nationen teil. Neben den Treffen in Zentraleuropa gibt es auch weltweite treffen, die unter der Bezeichnung „International Benedictine Youth“ (IBY) stattfinden. Das erste Treffen dieser Art fand im Juli 2001 in der Abtei Münsterschwarzach statt, es folgten Treffen in Woodside Priory bei San Francisco (2004), in der Abtei Königsmünster in Meschede in Vorbereitung zum Weltjugendtag 2005 in Köln, in Sydney vor dem Weltjugendtag 2008.
Nach dem ersten Deutschsprachigen Benediktinischen Jugendtreffen (DEBEJU) im Mai 2003 in der Abtei Königsmünster in Meschede entstand die Idee, auch für interessierte Eltern ein schulübergreifendes offenes Forum zu schaffen, um sich über gemeinsame Grundüberzeugungen in der schulischen Zusammenarbeit und im täglichen Zusammenleben klarzuwerden (Benediktinisches Elternforum). So trafen sich am 11. Oktober 2003 Eltern aus verschiedenen benediktinischen und zisterziensischen Schulen in Marienstatt zum 1. benediktinischen Elternforum. Das 2. benediktinische Elternforum tagte am 17. Juli 2004 im Egbert-Gymnasium der Abtei Münsterschwarzach. Auch das 6. Elternforum (17. Juli 2004) und das 10. (5. bis 7. Oktober 2012) fand in Münsterschwarzach statt.
Alle zwei bis drei Jahre treffen sich auch Lehrer benediktinischer Schulen. Hierbei geht es um die Möglichkeit des Austauschs, bei Fachvorträgen neue Impulse zu erlangen oder die Planung gemeinsamer Aktionen. Das letzte Treffen dieser Art fand im Herbst 2014 in der Abtei Königsmünster in Meschede statt.

## Ehemalige Schüler des Egbert-Gymnasiums bzw. des Internats
- Hanns Seidel (1901–1961), Politiker (CSU), Ministerpräsident des Freistaats Bayern[6]
- Willigis Jäger (1925–2020), Benediktiner in Münsterschwarzach und Zen-Meister, Gründer des Benediktushofs in Holzkirchen[7]
- Odo Haas (1931–2019), Benediktiner, Abt des Klosters Waegwan in Südkorea
- Rhabanus Erbacher (1937–2025), Benediktiner in Münsterschwarzach, Priester, Kirchenmusiker[8]
- Anselm Grün (* 1945), Benediktiner in Münsterschwarzach
- Reinhold Batberger (* 1946), Schriftsteller[9]
- Matthias E. Gahr (* 1971), Geologe, Komponist, Texter, Lektor
- Sebastian Schäfer (* 1979), Politiker (Bündnis 90/Die Grünen), seit 2021 Bundestagsabgeordneter
- Christian Rasp (* 1989), Bobsportler und ehemaliger Leichtathlet.

## Ehemalige Lehrer
- Franz Sales Heß (1899–1989), Benediktiner in Münsterschwarzach, Direktor, Überlebender des KZ Dachau
- Franziskus Büll (* 1939), Biologie- und Chemielehrer, Kirchenhistoriker
- Johannes Mahr (* 1941), außerplanmäßiger Professor der Universität Würzburg
- Rhabanus Erbacher (1937–2025), Benediktiner in Münsterschwarzach, Priester, Kirchenmusiker[10]
- Brigitte Feldlin-Hansel (* 1958), Lehrerin, ehemalige Basketballspielerin, Trainerin
- Mauritius Wilde (* 1965), Benediktiner, Autor, Professor, Prior der Primalabtei Sant’Anselmo all’Aventino in Rom
- Michael Reepen (* 1959), Benediktiner in Münsterschwarzach, seit 2006 Abt